# يو إف سي على إي إس بي إن: كارا فرانس ضد البازي
يو إف سي على إي إس بي إن: كارا فرانس ضد البازي (بالإنجليزية: UFC on ESPN: Kara-France vs. Albazi)‏ هو حدث لفنون القتال المختلطة نظمته يو إف سي، أُقيم في 3 يونيو 2023، على يو إف سي أبيكس في لاس فيغاس، نيفادا، الولايات المتحدة.